# Davesco-Soragno

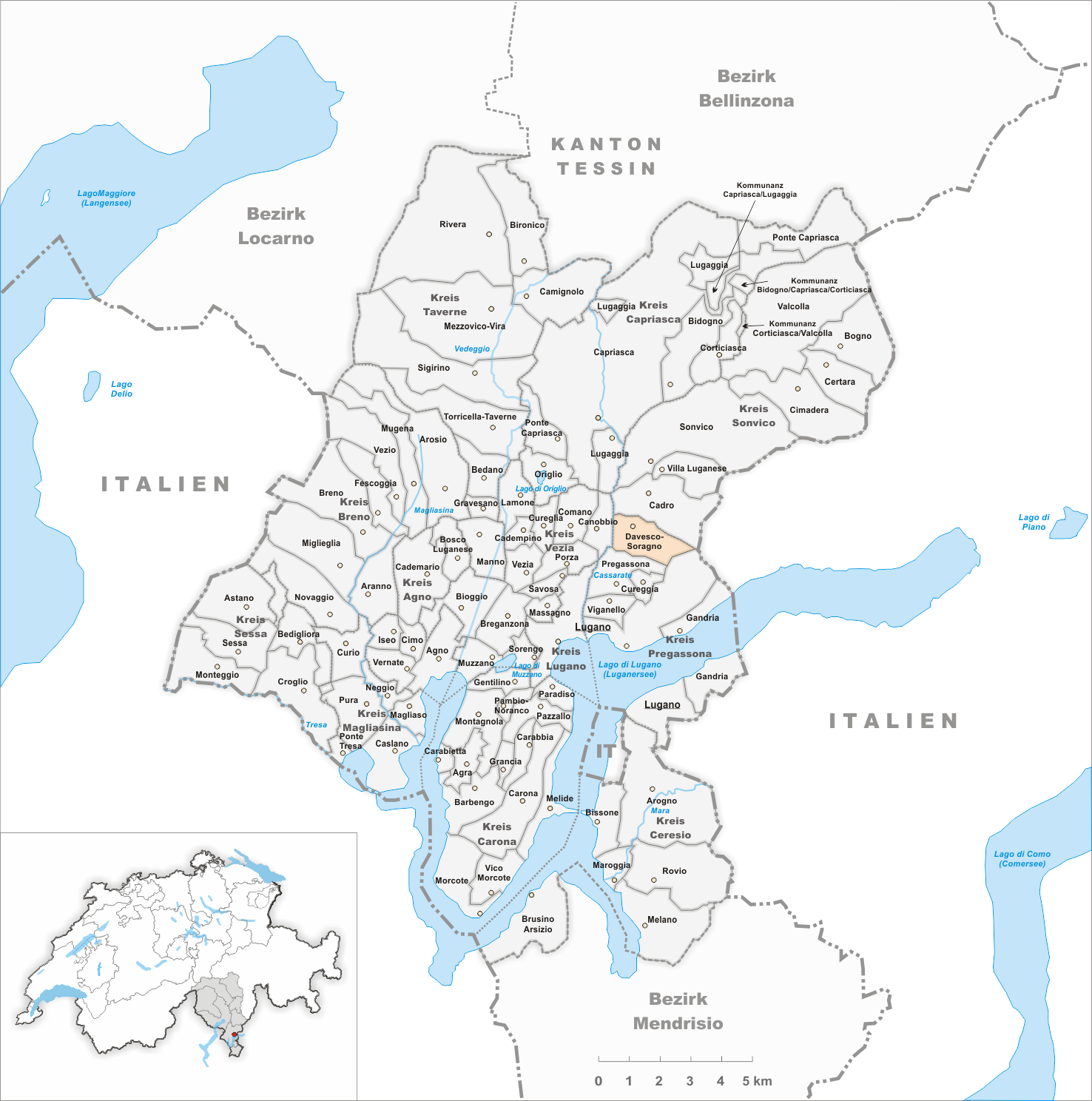
Gemeindestand vor der Fusion am 4. April 2004

Werner Friedli (Fotograf): Davesco und Soragno, historisches Luftbild (1948)

Davesco-Soragno ist ein Quartier der Stadt Lugano im Kreis Lugano Nord, im Bezirk Lugano, im Schweizer Kanton Tessin. Bis zur Eingemeindung in die Stadt Lugano am 4. April 2004 bildete es eine selbstständige politische Gemeinde. Die beiden Orte Davesco und Soragno zählten im Jahr 2000 1288 Einwohner.

## Geographie
Die Gemeinde besteht aus zwei Ortsteilen im Cassaratetal und liegt auf 428 m.ü. M.am Fusse des Monte Boglia, 4 km vom Bahnhof Lugano entfernt.

## Geschichte
Davesco wurde 1110 erstmals als curtis Avesco und Soragno 1335 als Soragnio erwähnt. Funde aus der Kupfer- und Eisenzeit mit nordetruskischen Inschriften sowie aus römischer Zeit deuten auf eine frühere Besiedlung. Bereits 1624 bildete Davesco mit Soragno eine Nachbarschaft. Die Dörfer lebten von der Landwirtschaft und Geldern von Emigranten.
Die ehemalige Gemeinde bildet seit dem 14. April 2013 ein Quartier von Lugano, das zum Kreis Lugano Nord gehört. Sie bildet aber nach wie vor eine eigenständige Bürgergemeinde.

## Bevölkerung
Einwohnerzahlen: Volkszählungsdaten

## Sehenswürdigkeiten
- Die Pfarrkirche San Bartolomeo wurde erstmals 1366 erwähnt und gehörte bis 1599 zur Pfarrei Sonvico[4]
- Gemälde Sant’Antonio da Padova[4]
- Im Ortsteil Davesco: ein Gebäude mit Fresken aus dem 15. Jahrhundert war vermutlich ein Humiliatenkloster[4]
- Einfamilienhaus, Architekten: Mario Campi, Franco Pessina[4]
- Villa Castello Merenda[4]

## Persönlichkeiten

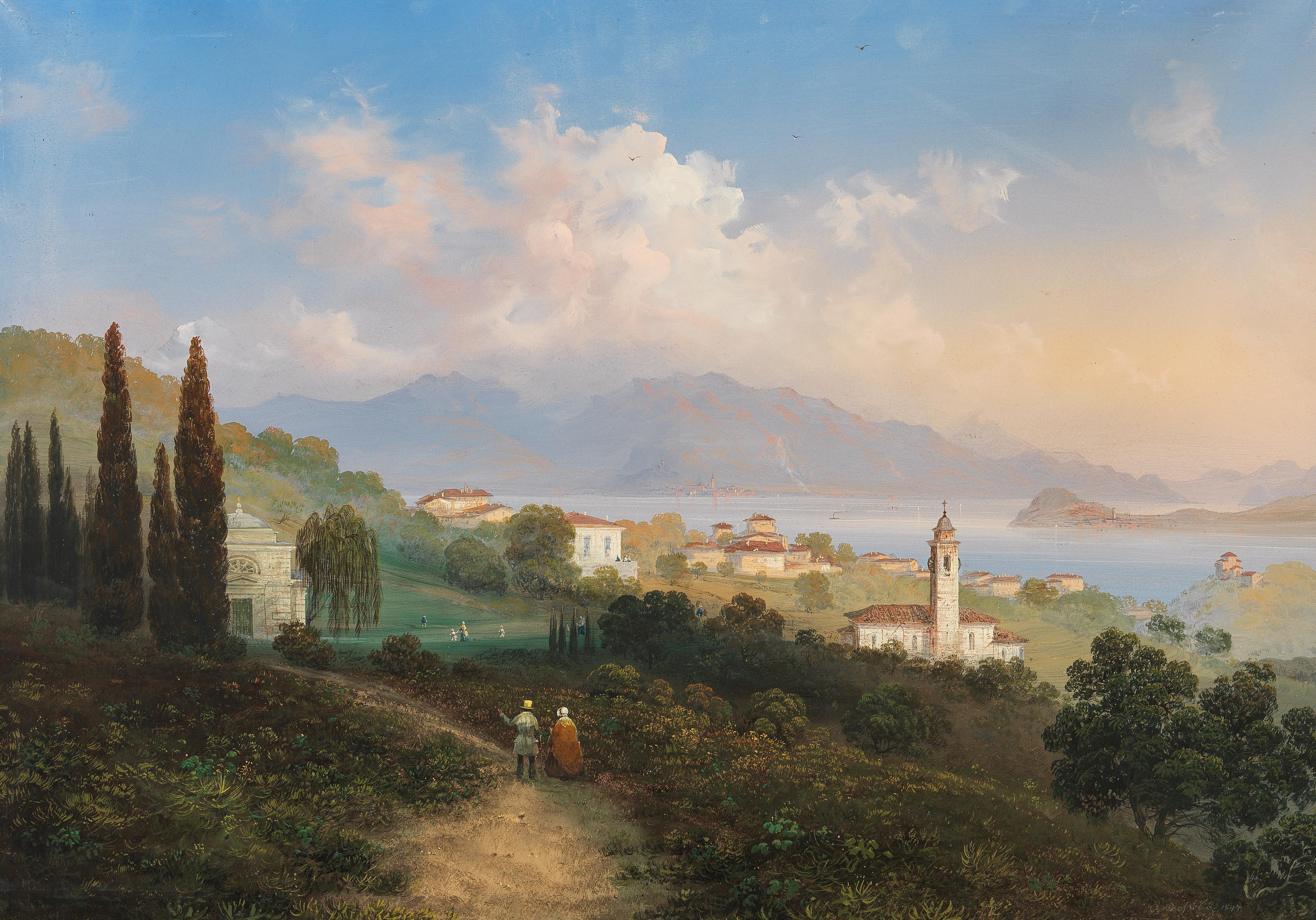
Carlo Bossoli: Ein Blick auf den Comer See und Menaggio, mit Punta di Bellagio auf der rechten Seite (1847)

- NN de Rosa (* um 1520 in Davesco; † um 1570 ebenda ?), Bildhauer an der Kathedrale von Genua[5]
- Angelo Vanelli (* um 1620 in Davesco; † nach 1650 ebenda), Bildhauer, er arbeitete 1650 am Brunnen der Piazza Navona in Rom[6]
- Carlo Bossoli (1815–1884), Kunstmaler in Turin, lebte in Davesco
- Francesco Edoardo Bossoli (* 1830 in Odessa; † 6. November 1912 in Turin), Cousin von Carlo, Maler. Das Museo d’Arte Moderna in Lugano besitzt von ihm: Veduta sul lago Ceresio dal San Salvatore, 1873.[7]
- Ambrogio Preda (* 25. Dezember 1839 in Mailand; † 5. Juni 1906 in Davesco-Soragno), Künstler, Maler, ausgebildet an der Accademia di Belle Arti di Brera in Mailand[8][9]
- Luigi Monteverde genannt Raffaello dell’uva (* 10. September 1841 in Lugano; † 2. Januar 1923 ebenda), Maler, wohnte in Davesco[10][11][12]
- Pierluigi Alberti (* 15. Dezember 1943 in Lugano) (Bürgerort Davesco-Soragno), Maler, Zeichner und Restaurator[13]
- Bruno Soldini (* 1939 in Croglio), Künstlerische Matura an der Accademia di Belle Arti di Brera, Regisseur, Filmemacher und Geschichtenerzähler, wohnt in Davesco-Soragno[14][15]
- Fausto Poretti (* 25. Januar 1940 in Sorengo), Sekundarlehrer, Gemeindepräsident von Davesco-Soragno, Kantonaler Schulinspektor, Direktor der Mittelschule von Tesserete, Gemeinderat von Lugano, Hauptmann der Infanterie der Schweizer Armee[16][17]